# Teanna Trump
Teanna Trump (Columbus, Indiana; 19 de agosto de 1995) es una actriz pornográfica y modelo erótica estadounidense.

## Biografía
Trump, nombre artístico de Keanna Nichele Jones, nació en la ciudad de Columbus (Indiana) en agosto de 1995, en una familia con raíces afroamericanas.
En 2014, con 19 años de edad, entró en la industria pornográfica debutando como actriz. Ha trabajado con productoras como Adam & Eve, Naughty America, Evil Angel, Elegant Angel, Jules Jordan Video, Brazzers, Wicked, Mofos, Girlfriends Films, New Sensations, Kink.com, Bangbros, New Sensations o Vixen, entre otras.
En marzo de 2015 fue detenida acusada de posesión ilegal de marihuana con intención de distribución. Fue condenada a cumplir una pena de 180 días de cárcel después de declararse culpable, según informó la oficina del Sheriff del condado de Oklahoma. La pena se hizo efectiva en 2016, saliendo en libertad en diciembre de ese año. En los portales GoFundMe y Venmo inició una campaña de micromecenazgo para que la gente le "ayudara a encarrilar su vida", buscando obtener un máximo de 10 000 dólares.
Posteriormente relanzó su carrera como actriz pornográfica. En 2017 fue nominada, junto a Skin Diamond, en los Premios AVN en la categoría de Mejor escena de sexo oral por su trabajo Deep Throat League 2.
En enero de 2019 fue elegida Vixen Angel del mes del estudio Vixen. También sería nombrada Vixen Angel del año.
En abril de ese mismo año confesó que, en 2011, con 16 años, edad que en algunos estados de Estados Unidos ya se considera edad legal para mantener relaciones sexuales consentidas, tuvo una relación sentimental con un jugador de baloncesto, sin identificarse su nombre, perteneciente entonces al equipo de los Indiana Pacers.
Ha rodado más de 160 películas como actriz.
Algunas películas de su filmografía son Alone Time, Black Heat 2, Cum In Me Baby 4, Dirty Money, Ebony Sex Tapes, Facial Violation 3, Jizz My Glasses, Let Mommy Fix It, Massive Asses 9, Naughty Rich Girls 14, Red Bonz 3, Special Dark, Throat Training o Young and Corrupt 2.

## Premios y nominaciones
| Año  | Ceremonia    | Resultado | Premio                                        | Trabajo              |
| ---- | ------------ | --------- | --------------------------------------------- | -------------------- |
| 2017 | Premios AVN  | Nominada  | Mejor escena de sexo oral                     | Deep Throat League 2 |
| 2017 | Premios XRCO | Nominada  | Orgasmic Oralist of the Year                  | —                    |
| 2019 | Premios XRCO | Nominada  | Orgasmic Oralist                              | —                    |
| 2020 | Premios XBIZ | Ganadora  | Mejor escena de sexo en película de todo sexo | Blacked Raw 19       |
| 2021 | Premios AVN  | Nominada  | Mejor escena de sexo en grupo                 | Stars                |